# Curt von Bardeleben
Curt von Bardeleben (4. března 1861, Berlín – 31. ledna 1924, tamtéž) byl německý šachový mistr.
Bardeleben byl původně studentem práv, ale dal přednost kariéře šachového profesionála, později však na čtyři léta přerušil šachovou kariéru, aby studia dokončil. V letech 1887 až 1891 řídil časopis Deutsche Schachzeitung. Proslavila jej ovšem zejména jeho prohraná partie s Wilhelmem Steinitzem na turnaji v Hastingsu roku 1895, která patří k nejslavnějším partiím historie. Bardeleben se při ní zároveň dopustil nesportovního jednání, když otřesen neočekávanou porážkou (zjevně se před Steinitzovou vítěznou kombinací domníval, že stojí na výhru[zdroj?]) opustil hrací sál, aniž by se předtím vzdal. Jeho partie tak musela být prohlášena za prohranou rozhodčími. Díky slávě celé partie se tak jeho přestupek stal jedním z nejznámějších přestupků proti etiketě v šachu vůbec.
Svůj život ukončil Bardeleben sebevraždou skokem z okna (podle jiných zdrojů vypadl z okna nešťastnou náhodou)
a jeho život a smrt se stala základem pro vytvoření hlavní postavy v románu Vladimira Nabokova Lužinova obrana (1930, Защита Лужина).

## Bardelebenovy turnajové výsledky
|   | a | b | c | d | e | f | g | h |   |
| 8 | a8 černý věž · c8 černý věž · e8 černý král · a7 černý pěšec · b7 černý pěšec · d7 černý dáma · e7 černý jezdec · h7 černý pěšec · f6 černý pěšec · g6 černý pěšec · d5 černý pěšec · g5 bílý jezdec · g4 bílý dáma · a2 bílý pěšec · b2 bílý pěšec · f2 bílý pěšec · g2 bílý pěšec · h2 bílý pěšec · c1 bílý věž · e1 bílý věž · g1 bílý král | a8 černý věž · c8 černý věž · e8 černý král · a7 černý pěšec · b7 černý pěšec · d7 černý dáma · e7 černý jezdec · h7 černý pěšec · f6 černý pěšec · g6 černý pěšec · d5 černý pěšec · g5 bílý jezdec · g4 bílý dáma · a2 bílý pěšec · b2 bílý pěšec · f2 bílý pěšec · g2 bílý pěšec · h2 bílý pěšec · c1 bílý věž · e1 bílý věž · g1 bílý král | a8 černý věž · c8 černý věž · e8 černý král · a7 černý pěšec · b7 černý pěšec · d7 černý dáma · e7 černý jezdec · h7 černý pěšec · f6 černý pěšec · g6 černý pěšec · d5 černý pěšec · g5 bílý jezdec · g4 bílý dáma · a2 bílý pěšec · b2 bílý pěšec · f2 bílý pěšec · g2 bílý pěšec · h2 bílý pěšec · c1 bílý věž · e1 bílý věž · g1 bílý král | a8 černý věž · c8 černý věž · e8 černý král · a7 černý pěšec · b7 černý pěšec · d7 černý dáma · e7 černý jezdec · h7 černý pěšec · f6 černý pěšec · g6 černý pěšec · d5 černý pěšec · g5 bílý jezdec · g4 bílý dáma · a2 bílý pěšec · b2 bílý pěšec · f2 bílý pěšec · g2 bílý pěšec · h2 bílý pěšec · c1 bílý věž · e1 bílý věž · g1 bílý král | a8 černý věž · c8 černý věž · e8 černý král · a7 černý pěšec · b7 černý pěšec · d7 černý dáma · e7 černý jezdec · h7 černý pěšec · f6 černý pěšec · g6 černý pěšec · d5 černý pěšec · g5 bílý jezdec · g4 bílý dáma · a2 bílý pěšec · b2 bílý pěšec · f2 bílý pěšec · g2 bílý pěšec · h2 bílý pěšec · c1 bílý věž · e1 bílý věž · g1 bílý král | a8 černý věž · c8 černý věž · e8 černý král · a7 černý pěšec · b7 černý pěšec · d7 černý dáma · e7 černý jezdec · h7 černý pěšec · f6 černý pěšec · g6 černý pěšec · d5 černý pěšec · g5 bílý jezdec · g4 bílý dáma · a2 bílý pěšec · b2 bílý pěšec · f2 bílý pěšec · g2 bílý pěšec · h2 bílý pěšec · c1 bílý věž · e1 bílý věž · g1 bílý král | a8 černý věž · c8 černý věž · e8 černý král · a7 černý pěšec · b7 černý pěšec · d7 černý dáma · e7 černý jezdec · h7 černý pěšec · f6 černý pěšec · g6 černý pěšec · d5 černý pěšec · g5 bílý jezdec · g4 bílý dáma · a2 bílý pěšec · b2 bílý pěšec · f2 bílý pěšec · g2 bílý pěšec · h2 bílý pěšec · c1 bílý věž · e1 bílý věž · g1 bílý král | a8 černý věž · c8 černý věž · e8 černý král · a7 černý pěšec · b7 černý pěšec · d7 černý dáma · e7 černý jezdec · h7 černý pěšec · f6 černý pěšec · g6 černý pěšec · d5 černý pěšec · g5 bílý jezdec · g4 bílý dáma · a2 bílý pěšec · b2 bílý pěšec · f2 bílý pěšec · g2 bílý pěšec · h2 bílý pěšec · c1 bílý věž · e1 bílý věž · g1 bílý král | 8 |
| 7 | a8 černý věž · c8 černý věž · e8 černý král · a7 černý pěšec · b7 černý pěšec · d7 černý dáma · e7 černý jezdec · h7 černý pěšec · f6 černý pěšec · g6 černý pěšec · d5 černý pěšec · g5 bílý jezdec · g4 bílý dáma · a2 bílý pěšec · b2 bílý pěšec · f2 bílý pěšec · g2 bílý pěšec · h2 bílý pěšec · c1 bílý věž · e1 bílý věž · g1 bílý král | a8 černý věž · c8 černý věž · e8 černý král · a7 černý pěšec · b7 černý pěšec · d7 černý dáma · e7 černý jezdec · h7 černý pěšec · f6 černý pěšec · g6 černý pěšec · d5 černý pěšec · g5 bílý jezdec · g4 bílý dáma · a2 bílý pěšec · b2 bílý pěšec · f2 bílý pěšec · g2 bílý pěšec · h2 bílý pěšec · c1 bílý věž · e1 bílý věž · g1 bílý král | a8 černý věž · c8 černý věž · e8 černý král · a7 černý pěšec · b7 černý pěšec · d7 černý dáma · e7 černý jezdec · h7 černý pěšec · f6 černý pěšec · g6 černý pěšec · d5 černý pěšec · g5 bílý jezdec · g4 bílý dáma · a2 bílý pěšec · b2 bílý pěšec · f2 bílý pěšec · g2 bílý pěšec · h2 bílý pěšec · c1 bílý věž · e1 bílý věž · g1 bílý král | a8 černý věž · c8 černý věž · e8 černý král · a7 černý pěšec · b7 černý pěšec · d7 černý dáma · e7 černý jezdec · h7 černý pěšec · f6 černý pěšec · g6 černý pěšec · d5 černý pěšec · g5 bílý jezdec · g4 bílý dáma · a2 bílý pěšec · b2 bílý pěšec · f2 bílý pěšec · g2 bílý pěšec · h2 bílý pěšec · c1 bílý věž · e1 bílý věž · g1 bílý král | a8 černý věž · c8 černý věž · e8 černý král · a7 černý pěšec · b7 černý pěšec · d7 černý dáma · e7 černý jezdec · h7 černý pěšec · f6 černý pěšec · g6 černý pěšec · d5 černý pěšec · g5 bílý jezdec · g4 bílý dáma · a2 bílý pěšec · b2 bílý pěšec · f2 bílý pěšec · g2 bílý pěšec · h2 bílý pěšec · c1 bílý věž · e1 bílý věž · g1 bílý král | a8 černý věž · c8 černý věž · e8 černý král · a7 černý pěšec · b7 černý pěšec · d7 černý dáma · e7 černý jezdec · h7 černý pěšec · f6 černý pěšec · g6 černý pěšec · d5 černý pěšec · g5 bílý jezdec · g4 bílý dáma · a2 bílý pěšec · b2 bílý pěšec · f2 bílý pěšec · g2 bílý pěšec · h2 bílý pěšec · c1 bílý věž · e1 bílý věž · g1 bílý král | a8 černý věž · c8 černý věž · e8 černý král · a7 černý pěšec · b7 černý pěšec · d7 černý dáma · e7 černý jezdec · h7 černý pěšec · f6 černý pěšec · g6 černý pěšec · d5 černý pěšec · g5 bílý jezdec · g4 bílý dáma · a2 bílý pěšec · b2 bílý pěšec · f2 bílý pěšec · g2 bílý pěšec · h2 bílý pěšec · c1 bílý věž · e1 bílý věž · g1 bílý král | a8 černý věž · c8 černý věž · e8 černý král · a7 černý pěšec · b7 černý pěšec · d7 černý dáma · e7 černý jezdec · h7 černý pěšec · f6 černý pěšec · g6 černý pěšec · d5 černý pěšec · g5 bílý jezdec · g4 bílý dáma · a2 bílý pěšec · b2 bílý pěšec · f2 bílý pěšec · g2 bílý pěšec · h2 bílý pěšec · c1 bílý věž · e1 bílý věž · g1 bílý král | 7 |
| 6 | a8 černý věž · c8 černý věž · e8 černý král · a7 černý pěšec · b7 černý pěšec · d7 černý dáma · e7 černý jezdec · h7 černý pěšec · f6 černý pěšec · g6 černý pěšec · d5 černý pěšec · g5 bílý jezdec · g4 bílý dáma · a2 bílý pěšec · b2 bílý pěšec · f2 bílý pěšec · g2 bílý pěšec · h2 bílý pěšec · c1 bílý věž · e1 bílý věž · g1 bílý král | a8 černý věž · c8 černý věž · e8 černý král · a7 černý pěšec · b7 černý pěšec · d7 černý dáma · e7 černý jezdec · h7 černý pěšec · f6 černý pěšec · g6 černý pěšec · d5 černý pěšec · g5 bílý jezdec · g4 bílý dáma · a2 bílý pěšec · b2 bílý pěšec · f2 bílý pěšec · g2 bílý pěšec · h2 bílý pěšec · c1 bílý věž · e1 bílý věž · g1 bílý král | a8 černý věž · c8 černý věž · e8 černý král · a7 černý pěšec · b7 černý pěšec · d7 černý dáma · e7 černý jezdec · h7 černý pěšec · f6 černý pěšec · g6 černý pěšec · d5 černý pěšec · g5 bílý jezdec · g4 bílý dáma · a2 bílý pěšec · b2 bílý pěšec · f2 bílý pěšec · g2 bílý pěšec · h2 bílý pěšec · c1 bílý věž · e1 bílý věž · g1 bílý král | a8 černý věž · c8 černý věž · e8 černý král · a7 černý pěšec · b7 černý pěšec · d7 černý dáma · e7 černý jezdec · h7 černý pěšec · f6 černý pěšec · g6 černý pěšec · d5 černý pěšec · g5 bílý jezdec · g4 bílý dáma · a2 bílý pěšec · b2 bílý pěšec · f2 bílý pěšec · g2 bílý pěšec · h2 bílý pěšec · c1 bílý věž · e1 bílý věž · g1 bílý král | a8 černý věž · c8 černý věž · e8 černý král · a7 černý pěšec · b7 černý pěšec · d7 černý dáma · e7 černý jezdec · h7 černý pěšec · f6 černý pěšec · g6 černý pěšec · d5 černý pěšec · g5 bílý jezdec · g4 bílý dáma · a2 bílý pěšec · b2 bílý pěšec · f2 bílý pěšec · g2 bílý pěšec · h2 bílý pěšec · c1 bílý věž · e1 bílý věž · g1 bílý král | a8 černý věž · c8 černý věž · e8 černý král · a7 černý pěšec · b7 černý pěšec · d7 černý dáma · e7 černý jezdec · h7 černý pěšec · f6 černý pěšec · g6 černý pěšec · d5 černý pěšec · g5 bílý jezdec · g4 bílý dáma · a2 bílý pěšec · b2 bílý pěšec · f2 bílý pěšec · g2 bílý pěšec · h2 bílý pěšec · c1 bílý věž · e1 bílý věž · g1 bílý král | a8 černý věž · c8 černý věž · e8 černý král · a7 černý pěšec · b7 černý pěšec · d7 černý dáma · e7 černý jezdec · h7 černý pěšec · f6 černý pěšec · g6 černý pěšec · d5 černý pěšec · g5 bílý jezdec · g4 bílý dáma · a2 bílý pěšec · b2 bílý pěšec · f2 bílý pěšec · g2 bílý pěšec · h2 bílý pěšec · c1 bílý věž · e1 bílý věž · g1 bílý král | a8 černý věž · c8 černý věž · e8 černý král · a7 černý pěšec · b7 černý pěšec · d7 černý dáma · e7 černý jezdec · h7 černý pěšec · f6 černý pěšec · g6 černý pěšec · d5 černý pěšec · g5 bílý jezdec · g4 bílý dáma · a2 bílý pěšec · b2 bílý pěšec · f2 bílý pěšec · g2 bílý pěšec · h2 bílý pěšec · c1 bílý věž · e1 bílý věž · g1 bílý král | 6 |
| 5 | a8 černý věž · c8 černý věž · e8 černý král · a7 černý pěšec · b7 černý pěšec · d7 černý dáma · e7 černý jezdec · h7 černý pěšec · f6 černý pěšec · g6 černý pěšec · d5 černý pěšec · g5 bílý jezdec · g4 bílý dáma · a2 bílý pěšec · b2 bílý pěšec · f2 bílý pěšec · g2 bílý pěšec · h2 bílý pěšec · c1 bílý věž · e1 bílý věž · g1 bílý král | a8 černý věž · c8 černý věž · e8 černý král · a7 černý pěšec · b7 černý pěšec · d7 černý dáma · e7 černý jezdec · h7 černý pěšec · f6 černý pěšec · g6 černý pěšec · d5 černý pěšec · g5 bílý jezdec · g4 bílý dáma · a2 bílý pěšec · b2 bílý pěšec · f2 bílý pěšec · g2 bílý pěšec · h2 bílý pěšec · c1 bílý věž · e1 bílý věž · g1 bílý král | a8 černý věž · c8 černý věž · e8 černý král · a7 černý pěšec · b7 černý pěšec · d7 černý dáma · e7 černý jezdec · h7 černý pěšec · f6 černý pěšec · g6 černý pěšec · d5 černý pěšec · g5 bílý jezdec · g4 bílý dáma · a2 bílý pěšec · b2 bílý pěšec · f2 bílý pěšec · g2 bílý pěšec · h2 bílý pěšec · c1 bílý věž · e1 bílý věž · g1 bílý král | a8 černý věž · c8 černý věž · e8 černý král · a7 černý pěšec · b7 černý pěšec · d7 černý dáma · e7 černý jezdec · h7 černý pěšec · f6 černý pěšec · g6 černý pěšec · d5 černý pěšec · g5 bílý jezdec · g4 bílý dáma · a2 bílý pěšec · b2 bílý pěšec · f2 bílý pěšec · g2 bílý pěšec · h2 bílý pěšec · c1 bílý věž · e1 bílý věž · g1 bílý král | a8 černý věž · c8 černý věž · e8 černý král · a7 černý pěšec · b7 černý pěšec · d7 černý dáma · e7 černý jezdec · h7 černý pěšec · f6 černý pěšec · g6 černý pěšec · d5 černý pěšec · g5 bílý jezdec · g4 bílý dáma · a2 bílý pěšec · b2 bílý pěšec · f2 bílý pěšec · g2 bílý pěšec · h2 bílý pěšec · c1 bílý věž · e1 bílý věž · g1 bílý král | a8 černý věž · c8 černý věž · e8 černý král · a7 černý pěšec · b7 černý pěšec · d7 černý dáma · e7 černý jezdec · h7 černý pěšec · f6 černý pěšec · g6 černý pěšec · d5 černý pěšec · g5 bílý jezdec · g4 bílý dáma · a2 bílý pěšec · b2 bílý pěšec · f2 bílý pěšec · g2 bílý pěšec · h2 bílý pěšec · c1 bílý věž · e1 bílý věž · g1 bílý král | a8 černý věž · c8 černý věž · e8 černý král · a7 černý pěšec · b7 černý pěšec · d7 černý dáma · e7 černý jezdec · h7 černý pěšec · f6 černý pěšec · g6 černý pěšec · d5 černý pěšec · g5 bílý jezdec · g4 bílý dáma · a2 bílý pěšec · b2 bílý pěšec · f2 bílý pěšec · g2 bílý pěšec · h2 bílý pěšec · c1 bílý věž · e1 bílý věž · g1 bílý král | a8 černý věž · c8 černý věž · e8 černý král · a7 černý pěšec · b7 černý pěšec · d7 černý dáma · e7 černý jezdec · h7 černý pěšec · f6 černý pěšec · g6 černý pěšec · d5 černý pěšec · g5 bílý jezdec · g4 bílý dáma · a2 bílý pěšec · b2 bílý pěšec · f2 bílý pěšec · g2 bílý pěšec · h2 bílý pěšec · c1 bílý věž · e1 bílý věž · g1 bílý král | 5 |
| 4 | a8 černý věž · c8 černý věž · e8 černý král · a7 černý pěšec · b7 černý pěšec · d7 černý dáma · e7 černý jezdec · h7 černý pěšec · f6 černý pěšec · g6 černý pěšec · d5 černý pěšec · g5 bílý jezdec · g4 bílý dáma · a2 bílý pěšec · b2 bílý pěšec · f2 bílý pěšec · g2 bílý pěšec · h2 bílý pěšec · c1 bílý věž · e1 bílý věž · g1 bílý král | a8 černý věž · c8 černý věž · e8 černý král · a7 černý pěšec · b7 černý pěšec · d7 černý dáma · e7 černý jezdec · h7 černý pěšec · f6 černý pěšec · g6 černý pěšec · d5 černý pěšec · g5 bílý jezdec · g4 bílý dáma · a2 bílý pěšec · b2 bílý pěšec · f2 bílý pěšec · g2 bílý pěšec · h2 bílý pěšec · c1 bílý věž · e1 bílý věž · g1 bílý král | a8 černý věž · c8 černý věž · e8 černý král · a7 černý pěšec · b7 černý pěšec · d7 černý dáma · e7 černý jezdec · h7 černý pěšec · f6 černý pěšec · g6 černý pěšec · d5 černý pěšec · g5 bílý jezdec · g4 bílý dáma · a2 bílý pěšec · b2 bílý pěšec · f2 bílý pěšec · g2 bílý pěšec · h2 bílý pěšec · c1 bílý věž · e1 bílý věž · g1 bílý král | a8 černý věž · c8 černý věž · e8 černý král · a7 černý pěšec · b7 černý pěšec · d7 černý dáma · e7 černý jezdec · h7 černý pěšec · f6 černý pěšec · g6 černý pěšec · d5 černý pěšec · g5 bílý jezdec · g4 bílý dáma · a2 bílý pěšec · b2 bílý pěšec · f2 bílý pěšec · g2 bílý pěšec · h2 bílý pěšec · c1 bílý věž · e1 bílý věž · g1 bílý král | a8 černý věž · c8 černý věž · e8 černý král · a7 černý pěšec · b7 černý pěšec · d7 černý dáma · e7 černý jezdec · h7 černý pěšec · f6 černý pěšec · g6 černý pěšec · d5 černý pěšec · g5 bílý jezdec · g4 bílý dáma · a2 bílý pěšec · b2 bílý pěšec · f2 bílý pěšec · g2 bílý pěšec · h2 bílý pěšec · c1 bílý věž · e1 bílý věž · g1 bílý král | a8 černý věž · c8 černý věž · e8 černý král · a7 černý pěšec · b7 černý pěšec · d7 černý dáma · e7 černý jezdec · h7 černý pěšec · f6 černý pěšec · g6 černý pěšec · d5 černý pěšec · g5 bílý jezdec · g4 bílý dáma · a2 bílý pěšec · b2 bílý pěšec · f2 bílý pěšec · g2 bílý pěšec · h2 bílý pěšec · c1 bílý věž · e1 bílý věž · g1 bílý král | a8 černý věž · c8 černý věž · e8 černý král · a7 černý pěšec · b7 černý pěšec · d7 černý dáma · e7 černý jezdec · h7 černý pěšec · f6 černý pěšec · g6 černý pěšec · d5 černý pěšec · g5 bílý jezdec · g4 bílý dáma · a2 bílý pěšec · b2 bílý pěšec · f2 bílý pěšec · g2 bílý pěšec · h2 bílý pěšec · c1 bílý věž · e1 bílý věž · g1 bílý král | a8 černý věž · c8 černý věž · e8 černý král · a7 černý pěšec · b7 černý pěšec · d7 černý dáma · e7 černý jezdec · h7 černý pěšec · f6 černý pěšec · g6 černý pěšec · d5 černý pěšec · g5 bílý jezdec · g4 bílý dáma · a2 bílý pěšec · b2 bílý pěšec · f2 bílý pěšec · g2 bílý pěšec · h2 bílý pěšec · c1 bílý věž · e1 bílý věž · g1 bílý král | 4 |
| 3 | a8 černý věž · c8 černý věž · e8 černý král · a7 černý pěšec · b7 černý pěšec · d7 černý dáma · e7 černý jezdec · h7 černý pěšec · f6 černý pěšec · g6 černý pěšec · d5 černý pěšec · g5 bílý jezdec · g4 bílý dáma · a2 bílý pěšec · b2 bílý pěšec · f2 bílý pěšec · g2 bílý pěšec · h2 bílý pěšec · c1 bílý věž · e1 bílý věž · g1 bílý král | a8 černý věž · c8 černý věž · e8 černý král · a7 černý pěšec · b7 černý pěšec · d7 černý dáma · e7 černý jezdec · h7 černý pěšec · f6 černý pěšec · g6 černý pěšec · d5 černý pěšec · g5 bílý jezdec · g4 bílý dáma · a2 bílý pěšec · b2 bílý pěšec · f2 bílý pěšec · g2 bílý pěšec · h2 bílý pěšec · c1 bílý věž · e1 bílý věž · g1 bílý král | a8 černý věž · c8 černý věž · e8 černý král · a7 černý pěšec · b7 černý pěšec · d7 černý dáma · e7 černý jezdec · h7 černý pěšec · f6 černý pěšec · g6 černý pěšec · d5 černý pěšec · g5 bílý jezdec · g4 bílý dáma · a2 bílý pěšec · b2 bílý pěšec · f2 bílý pěšec · g2 bílý pěšec · h2 bílý pěšec · c1 bílý věž · e1 bílý věž · g1 bílý král | a8 černý věž · c8 černý věž · e8 černý král · a7 černý pěšec · b7 černý pěšec · d7 černý dáma · e7 černý jezdec · h7 černý pěšec · f6 černý pěšec · g6 černý pěšec · d5 černý pěšec · g5 bílý jezdec · g4 bílý dáma · a2 bílý pěšec · b2 bílý pěšec · f2 bílý pěšec · g2 bílý pěšec · h2 bílý pěšec · c1 bílý věž · e1 bílý věž · g1 bílý král | a8 černý věž · c8 černý věž · e8 černý král · a7 černý pěšec · b7 černý pěšec · d7 černý dáma · e7 černý jezdec · h7 černý pěšec · f6 černý pěšec · g6 černý pěšec · d5 černý pěšec · g5 bílý jezdec · g4 bílý dáma · a2 bílý pěšec · b2 bílý pěšec · f2 bílý pěšec · g2 bílý pěšec · h2 bílý pěšec · c1 bílý věž · e1 bílý věž · g1 bílý král | a8 černý věž · c8 černý věž · e8 černý král · a7 černý pěšec · b7 černý pěšec · d7 černý dáma · e7 černý jezdec · h7 černý pěšec · f6 černý pěšec · g6 černý pěšec · d5 černý pěšec · g5 bílý jezdec · g4 bílý dáma · a2 bílý pěšec · b2 bílý pěšec · f2 bílý pěšec · g2 bílý pěšec · h2 bílý pěšec · c1 bílý věž · e1 bílý věž · g1 bílý král | a8 černý věž · c8 černý věž · e8 černý král · a7 černý pěšec · b7 černý pěšec · d7 černý dáma · e7 černý jezdec · h7 černý pěšec · f6 černý pěšec · g6 černý pěšec · d5 černý pěšec · g5 bílý jezdec · g4 bílý dáma · a2 bílý pěšec · b2 bílý pěšec · f2 bílý pěšec · g2 bílý pěšec · h2 bílý pěšec · c1 bílý věž · e1 bílý věž · g1 bílý král | a8 černý věž · c8 černý věž · e8 černý král · a7 černý pěšec · b7 černý pěšec · d7 černý dáma · e7 černý jezdec · h7 černý pěšec · f6 černý pěšec · g6 černý pěšec · d5 černý pěšec · g5 bílý jezdec · g4 bílý dáma · a2 bílý pěšec · b2 bílý pěšec · f2 bílý pěšec · g2 bílý pěšec · h2 bílý pěšec · c1 bílý věž · e1 bílý věž · g1 bílý král | 3 |
| 2 | a8 černý věž · c8 černý věž · e8 černý král · a7 černý pěšec · b7 černý pěšec · d7 černý dáma · e7 černý jezdec · h7 černý pěšec · f6 černý pěšec · g6 černý pěšec · d5 černý pěšec · g5 bílý jezdec · g4 bílý dáma · a2 bílý pěšec · b2 bílý pěšec · f2 bílý pěšec · g2 bílý pěšec · h2 bílý pěšec · c1 bílý věž · e1 bílý věž · g1 bílý král | a8 černý věž · c8 černý věž · e8 černý král · a7 černý pěšec · b7 černý pěšec · d7 černý dáma · e7 černý jezdec · h7 černý pěšec · f6 černý pěšec · g6 černý pěšec · d5 černý pěšec · g5 bílý jezdec · g4 bílý dáma · a2 bílý pěšec · b2 bílý pěšec · f2 bílý pěšec · g2 bílý pěšec · h2 bílý pěšec · c1 bílý věž · e1 bílý věž · g1 bílý král | a8 černý věž · c8 černý věž · e8 černý král · a7 černý pěšec · b7 černý pěšec · d7 černý dáma · e7 černý jezdec · h7 černý pěšec · f6 černý pěšec · g6 černý pěšec · d5 černý pěšec · g5 bílý jezdec · g4 bílý dáma · a2 bílý pěšec · b2 bílý pěšec · f2 bílý pěšec · g2 bílý pěšec · h2 bílý pěšec · c1 bílý věž · e1 bílý věž · g1 bílý král | a8 černý věž · c8 černý věž · e8 černý král · a7 černý pěšec · b7 černý pěšec · d7 černý dáma · e7 černý jezdec · h7 černý pěšec · f6 černý pěšec · g6 černý pěšec · d5 černý pěšec · g5 bílý jezdec · g4 bílý dáma · a2 bílý pěšec · b2 bílý pěšec · f2 bílý pěšec · g2 bílý pěšec · h2 bílý pěšec · c1 bílý věž · e1 bílý věž · g1 bílý král | a8 černý věž · c8 černý věž · e8 černý král · a7 černý pěšec · b7 černý pěšec · d7 černý dáma · e7 černý jezdec · h7 černý pěšec · f6 černý pěšec · g6 černý pěšec · d5 černý pěšec · g5 bílý jezdec · g4 bílý dáma · a2 bílý pěšec · b2 bílý pěšec · f2 bílý pěšec · g2 bílý pěšec · h2 bílý pěšec · c1 bílý věž · e1 bílý věž · g1 bílý král | a8 černý věž · c8 černý věž · e8 černý král · a7 černý pěšec · b7 černý pěšec · d7 černý dáma · e7 černý jezdec · h7 černý pěšec · f6 černý pěšec · g6 černý pěšec · d5 černý pěšec · g5 bílý jezdec · g4 bílý dáma · a2 bílý pěšec · b2 bílý pěšec · f2 bílý pěšec · g2 bílý pěšec · h2 bílý pěšec · c1 bílý věž · e1 bílý věž · g1 bílý král | a8 černý věž · c8 černý věž · e8 černý král · a7 černý pěšec · b7 černý pěšec · d7 černý dáma · e7 černý jezdec · h7 černý pěšec · f6 černý pěšec · g6 černý pěšec · d5 černý pěšec · g5 bílý jezdec · g4 bílý dáma · a2 bílý pěšec · b2 bílý pěšec · f2 bílý pěšec · g2 bílý pěšec · h2 bílý pěšec · c1 bílý věž · e1 bílý věž · g1 bílý král | a8 černý věž · c8 černý věž · e8 černý král · a7 černý pěšec · b7 černý pěšec · d7 černý dáma · e7 černý jezdec · h7 černý pěšec · f6 černý pěšec · g6 černý pěšec · d5 černý pěšec · g5 bílý jezdec · g4 bílý dáma · a2 bílý pěšec · b2 bílý pěšec · f2 bílý pěšec · g2 bílý pěšec · h2 bílý pěšec · c1 bílý věž · e1 bílý věž · g1 bílý král | 2 |
| 1 | a8 černý věž · c8 černý věž · e8 černý král · a7 černý pěšec · b7 černý pěšec · d7 černý dáma · e7 černý jezdec · h7 černý pěšec · f6 černý pěšec · g6 černý pěšec · d5 černý pěšec · g5 bílý jezdec · g4 bílý dáma · a2 bílý pěšec · b2 bílý pěšec · f2 bílý pěšec · g2 bílý pěšec · h2 bílý pěšec · c1 bílý věž · e1 bílý věž · g1 bílý král | a8 černý věž · c8 černý věž · e8 černý král · a7 černý pěšec · b7 černý pěšec · d7 černý dáma · e7 černý jezdec · h7 černý pěšec · f6 černý pěšec · g6 černý pěšec · d5 černý pěšec · g5 bílý jezdec · g4 bílý dáma · a2 bílý pěšec · b2 bílý pěšec · f2 bílý pěšec · g2 bílý pěšec · h2 bílý pěšec · c1 bílý věž · e1 bílý věž · g1 bílý král | a8 černý věž · c8 černý věž · e8 černý král · a7 černý pěšec · b7 černý pěšec · d7 černý dáma · e7 černý jezdec · h7 černý pěšec · f6 černý pěšec · g6 černý pěšec · d5 černý pěšec · g5 bílý jezdec · g4 bílý dáma · a2 bílý pěšec · b2 bílý pěšec · f2 bílý pěšec · g2 bílý pěšec · h2 bílý pěšec · c1 bílý věž · e1 bílý věž · g1 bílý král | a8 černý věž · c8 černý věž · e8 černý král · a7 černý pěšec · b7 černý pěšec · d7 černý dáma · e7 černý jezdec · h7 černý pěšec · f6 černý pěšec · g6 černý pěšec · d5 černý pěšec · g5 bílý jezdec · g4 bílý dáma · a2 bílý pěšec · b2 bílý pěšec · f2 bílý pěšec · g2 bílý pěšec · h2 bílý pěšec · c1 bílý věž · e1 bílý věž · g1 bílý král | a8 černý věž · c8 černý věž · e8 černý král · a7 černý pěšec · b7 černý pěšec · d7 černý dáma · e7 černý jezdec · h7 černý pěšec · f6 černý pěšec · g6 černý pěšec · d5 černý pěšec · g5 bílý jezdec · g4 bílý dáma · a2 bílý pěšec · b2 bílý pěšec · f2 bílý pěšec · g2 bílý pěšec · h2 bílý pěšec · c1 bílý věž · e1 bílý věž · g1 bílý král | a8 černý věž · c8 černý věž · e8 černý král · a7 černý pěšec · b7 černý pěšec · d7 černý dáma · e7 černý jezdec · h7 černý pěšec · f6 černý pěšec · g6 černý pěšec · d5 černý pěšec · g5 bílý jezdec · g4 bílý dáma · a2 bílý pěšec · b2 bílý pěšec · f2 bílý pěšec · g2 bílý pěšec · h2 bílý pěšec · c1 bílý věž · e1 bílý věž · g1 bílý král | a8 černý věž · c8 černý věž · e8 černý král · a7 černý pěšec · b7 černý pěšec · d7 černý dáma · e7 černý jezdec · h7 černý pěšec · f6 černý pěšec · g6 černý pěšec · d5 černý pěšec · g5 bílý jezdec · g4 bílý dáma · a2 bílý pěšec · b2 bílý pěšec · f2 bílý pěšec · g2 bílý pěšec · h2 bílý pěšec · c1 bílý věž · e1 bílý věž · g1 bílý král | a8 černý věž · c8 černý věž · e8 černý král · a7 černý pěšec · b7 černý pěšec · d7 černý dáma · e7 černý jezdec · h7 černý pěšec · f6 černý pěšec · g6 černý pěšec · d5 černý pěšec · g5 bílý jezdec · g4 bílý dáma · a2 bílý pěšec · b2 bílý pěšec · f2 bílý pěšec · g2 bílý pěšec · h2 bílý pěšec · c1 bílý věž · e1 bílý věž · g1 bílý král | 1 |
|   | a | b | c | d | e | f | g | h |   |

- páté místo na turnaji v Norimberku roku 1883 (celkem devatenáct hráčů, zvítězil Simon Winawer),[4]
- vítězství na minor turnaji v Londýně roku 1883 (celkem devatenáct hráčů),[5]
- čtvrté místo na turnaji ve Frankfurtu roku 1887 (celkem dvacet jedna hráčů, zvítězil George Henry Mackenzie),[6]
- třetí až čtvrté místo (společně s Jamesem Masonem) na turnaji v Bradfordu roku 1888 (celkem sedmnáct hráčů, zvítězil Isidor Gunsberg),[7]
- první místo (společně Fritzem Riemannem) na turnaji v Lipsku roku 1888 (celkem osm hráčů),[8]
- třetí místo na turnaji v Breslau roku 1889 (celkem osmnáct hráčů, zvítězil Siegbert Tarrasch),[9]
- páté až šesté místo (společně se Simonem Winawerem na turnaji v Drážďanech roku 1892 (celkem osmnáct hráčů, zvítězil Siegbert Tarrasch),[10]
- první místo (společně Karlem Augustem Walbrodtem) na turnaji v Kielu roku 1893 (celkem devět hráčů),[11]
- sedmé místo na turnaji v Hastingsu roku 1895 (celkem dvacet dva hráčů, zvítězil Harry Nelson Pillsbury),[12]
- první místo na turnaji SV Centrum v Berlíně roku 1897 (celkem sedm hráčů),[13]
- první misto (společně Karlem Schlechterem a Rudolfem Swiderskim) na turnaji v Coburgu roku 1904 (celkem třináct hráčů),[14]
- sedmnácté místo na turnaji v Praze roku 1908 (celkem dvacet hráčů, zvítězil Oldřich Duras společně s Karlem Schlechterem),[15]
- šestnácté místo na turnaji ve Vídni roku 1908 (celkem dvacet hráčů, zvítězil Oldřich Duras společně s Karlem Schlechterem a Gézou Maróczym).[16]

## Vybrané partie
- Wilhelm Steinitz – Curt von Bardeleben, Hastings 1895.